# Elaphe rufodorsata
Elaphe rufodorsata este o specie de șerpi din genul Elaphe, familia Colubridae, descrisă de Theodore Edward Cantor în anul 1842. A fost clasificată de IUCN ca specie cu risc scăzut. Conform Catalogue of Life specia Elaphe rufodorsata nu are subspecii cunoscute.